# Seznam představitelů města Mostu

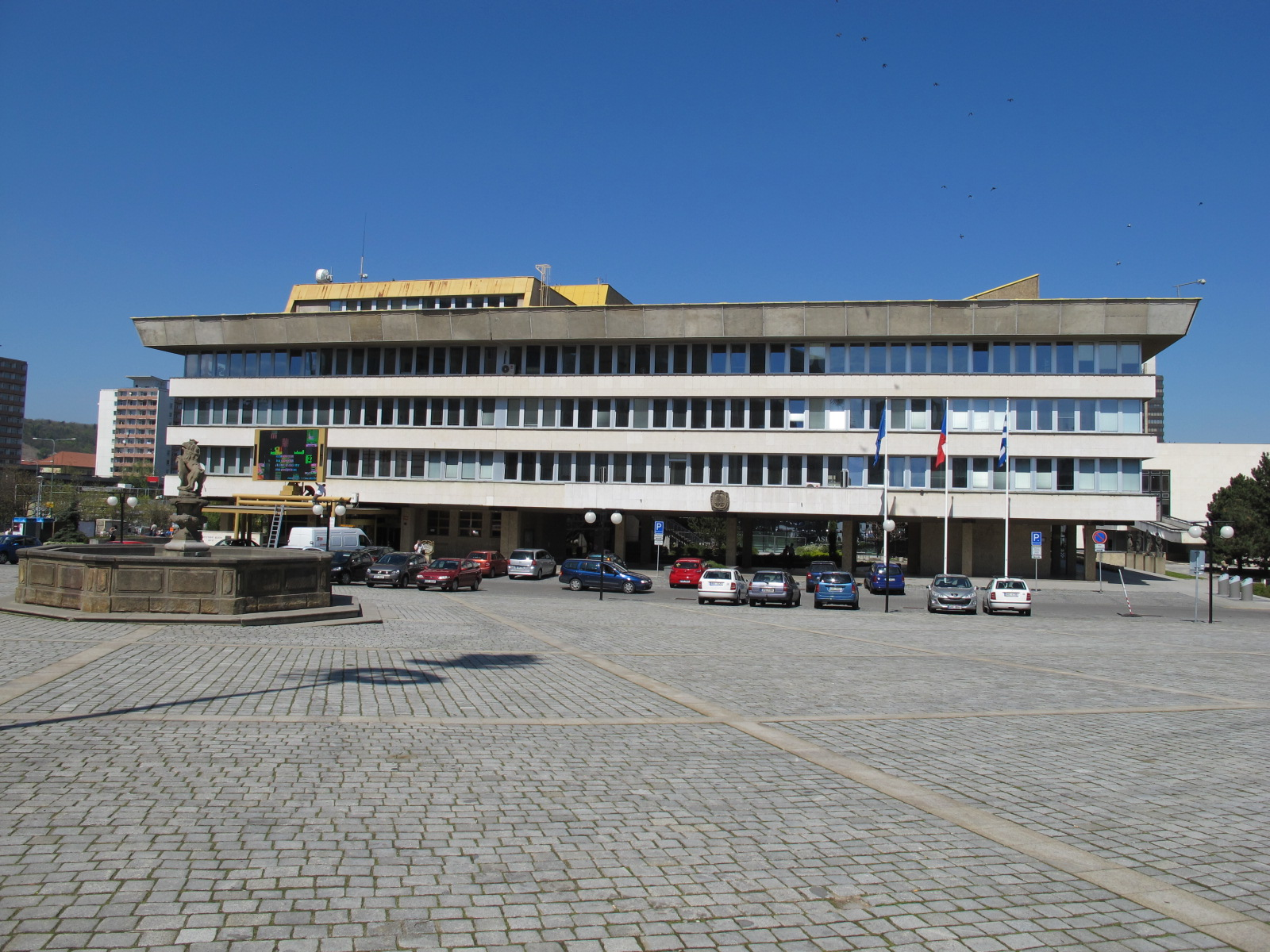
Současné sídlo magistrátu

Toto je seznam představitelů města Mostu.

## Rychtáři
- 1281, opět 1298 – Nycolaus
- 1283–1305 – Perchtold
- 1311 – Tyrmanus
- 1312 – Adolphus
- 1315 – Mathias
- 1323 – Nicolaus Werchimayster
- 1326–1327 – Johannes
- 1336–1337, opět asi 1339 – Nicolaus Petermann
- 1344 – Nicolaus Sussenbach
- 1351, opět 1357–1358 – Nicolaus Episcopus
- 1356 – Heinrich Renkir
- 1360 – Johann Bischof
- 1369 – Johanes Episcopus
- 1377 – Nikolaus Petermann
- 1386 – Heinrich Renkir
- 138? – Jan Markgraf
- 138? – Jan Eberharf
- 1397 – Heinrich Bishop
- 1410 – Johannes Bishop
- 1421 – Johannes Eberhard
- 1536 – Franz Porman
- 1537 – Martin Rober
- 1539 – Thomas Bogner
- 1540 – Marcus Pech
- 1541 – Johann Müller
- 1542 – Thomas Bogner
- 1544 – Jakob Schauer
- 1545 – Franz Spannmüller
- 1546 – Martin Rober
- 1547 – Marcus Pech
- 1548 – Jakob Limpacher
- 1549 – Simon Mayn
- 1550 – Urban Cristen
- 1551 – Abdreas Sittauer
- 1552 – Jakob Meltzer
- 1553 – Georg Richter
- 1554 – Thomas Merfleisch
- 1556 – Hawel Schneider
- 1558 – Georg Richter
- 1559 – Wenzel Haas
- 1560 – Andreas Kugel
- 1562 – Wolf Kinzing
- 1563 – Christoff Kupsche
- 1564 – Bartl Schön
- 1565 – Melicher Zeler
- 1566 – Heinricus Piscatorius
- 1567 – Simon Spannmüller
- 1568 – Wenzel Wodiczka
- 1569 – Georg Koch
- 1570 – Wenzl Schweikert
- 1571 – Georg Schön
- 1572 – Hans Rost
- 1573 – Georg Katz
- 1574 – Andreas Kugel
- 1575 – Christoff Manner
- 1576 – Wenzel Jobst
- 1577 – Jakub Schoen st.
- 1578 – Jakub Schauer
- 1579 – Martin Micksche
- 1580 – Jakub Dörnschwamb
- 1581 – Gregor Schroll
- 1582 – Hans Behm
- 1583 – Hans Spannmüller
- 1584 – Christof Schwarz
- 1584 – Balthasar Stecher
- 1587 – Wilhelm Teuffel
- 1588 – Hans Weidlich
- 1589 – Hans Sandel
- 1590 – Bernard Pech
- 1591 – Georg Schwarz
- 1592 – Urban Schauer
- 1594 – Hans Seifert
- 1595 – Mathäus Meissner
- 1596 – Stefan Merfleisch
- 1597 – Andreas Piscator
- 1598 – Andreas Weidlich ml.
- 1599 – Christof Modlischowsky
- 1600 – Johann Weidlich ml.
- 1601 – Hans Maier
- 1602 – Mathäus Limpacher
- 1603 – Albrecht Haan
- 1604 – Kaspar Melzer
- 1605 – Jakob Manlicher
- 1606 – Martin Meissner
- 1607 – Wenzel Weidlich
- 1608 – Johann Muck
- 1609 – Bartel Schön von Schönek
- 1610 – David Tanzer
- 1611 – Gregor Hoffmann
- 1612 – Balthasar Aichhorn
- 1613 – Hans Teuffel
- 1614 – Martin Wagner
- 1615 – Anton Zeidler
- 1616 – Johann Stecher st. von Sabeniz
- 1617 – Johann Rudolf Honstadt von Honstadt
- 1618 – Andreas Eichelmann ml.
- 1619 – Wilhelm Teuffel
- 1620 – Andreas Eichelmann
- 1621 – Caspar Hösel
- 1622 – Josef Winkler
- 1623 – Ulrich Panofer
- 1625 – Martin Gebel
- 1626 – Albrecht Veit
- 1627 – Gregor Hänel
- 1628 – Christof Otto
- 1629 – Paul Zillinger
- 1630 – Florian Jobst
- 1631 – Adam Mannlicher ml.
- 1632 – Paul Ferdinand Wagner
- 1633 – Jakob Haucke
- 1635 – Hans Schnell
- 1636 – Niclas Schwab
- 1637 – Zacharias Lehman
- 1638 – Wenzel Köhler
- 1640 – Johann Wilhelm Zeitler
- 1641 – Johann Braungarten
- 1642 – Christof Hampel
- 1643 – Melchior Liglen
- 1644 – Mathes Zickmentel
- 1645 – Martin Küpelt
- 1646 – Georg Bergmann
- 1649 – Friedrich Füchs
- 1661 – Martin Wansenmann

## Královští rychtáři
- 1547–1568 – Jeronym Rössler
- 1568–1569 – Tomas Pogner
- 1578–1605 – Jan Winkelmann z Hasentalu
- 1605 – Jan Dörnschwamm
- 1605–1611 – Melchior Stecker
- 1617–1618 – Jan Spanmüller
- 1620 – Andreas Ernest Blumstein
- 1621–1635 – Georg Schön von Schönek
- 1635–1637 – Johann Muck von Muckental
- 1638–1644 – Jan Melichar Stecher ze Saběnic
- 1645–1667 – Jakub Ondřej Limpacher
- 1667–1684 – Jan Kristian Stecher ze Saběnic
- 1685–1699 – Karel Zikmund Krebs
- 1699–1715 – Jakub Zuckmantl
- 1715–1748 – Jan Adam Küssing
- 1748–1768 – Jan Anton Ringer
- 1768–1773 – Franz Ringer
- 1773–1783 – Jan Ignatz Kaldarar
- 1783–1787 – Josef Kaldarar

## Purkmistři
- 1311 – Adoplphus
- 1312 – Fridericus de Razic
- 1315 – Waltherus
- 1326–1327 – Walther Largus
- 1336 – Nycolaus Jan
- 1351 – Petrus Glitzenstrumf
- 1386 – Heinrich von Slatnik
- 1421 – Benesch Mazanecz
- 1425 – Hinke
- 1437 – Alex
- 1440 – Jakub Slegil
- 1562 – Thomas Bogner
- 1620–1621 – Johann Weidlich
- 1643–1646 – Florian Sebastian Jobst
- 1651–1669 – Christof Ernst Richter
- 1725 – Franz Ernest Hofmann
- 1726 – Johann Wenzel Loss
- 1742 – Johann Anton Rieger
- 1767 – Franz Adalbert Frank
- 1788–1804 – Anton Mannlicher
- 1806–1822 – Wenzel Nobicht
- 1822–1842 – Leopold Rabusky
- 1843–1850 – Kaspar Kutchera

## Starostové
- 1850–1864 – Anton Pock von Bruckeld
- 1864–1867 – Josef Rudolph
- 1867–1872 – Rudolf Bilimek
- 1872–1877 – Josef Rudolph
- 1877–1909 – Karl Pohnert
- 1910–1918 – Josef Herold
- 1918–1919 – Václav Bendl (předseda Správní rady)
- 1919–1923 – Karl Porsche
- 1923–1931 – Josef Truntschka
- 1931 (září–listopad) – Anton Wilhelm Naaff
- 1931–1933 – Rudolf Kuchelmeister
- 1933–1936 – Vojtěch Pfleger (vládní komisař)
- 1936–1938 – František Šlemr (předseda Správní rady)
- 1938–1943 – Alois Ott
- 1943–1945 – Wilhelm Schmidt

## Předsedové MNV a MěstNV
- 1945–1946 – František Kuchař
- 1946–1948 – Josef Chadim
- 1948–1950 – Vladimír Novák
- 1950–1954 – Václav Bubák
- 1954–1960 – Václav Vágner
- 1960–1964 – Václav Měkota
- 1964–1975 – Miroslav Fleišer
- 1975–1976 – František Lorenz
- 1976–1981 – Karel Šindelář
- 1981–1990 – Rudolf Mooz
- 1990 (únor–listopad) – Bořek Valvoda

## Starostové
- 1990–1994 – Bořek Valvoda
- 1994–2000 – Jiří Šulc (poté primátor)

## Primátoři
- 2000–2001 – Jiří Šulc (předtím starosta)
- 2001–2006 – Vladimír Bártl
- 2006–2014 – Vlastimil Vozka
- 2014–2022 – Jan Paparega
- od 2023 – Marek Hrvol[2]